# Чинери
Чине́ри (рос. Чинеры, чув. Чĕнер) — присілок у складі Маріїнсько-Посадського району Чувашії, Росія. Входить до складу Бічурінського сільського поселення.
Населення — 18 осіб (2010; 14 у 2002).
Національний склад:
- чуваші — 100 %